# Francesca Calvo
Francesca Calvo (Torino, 17 maggio 1949 – Pavia, 30 aprile 2003) è stata una politica italiana, sindaco di Alessandria dal 1993 al 2002.

## Biografia
Dapprima militante del Partito Liberale Italiano, aderì poi alla Lega Nord, per la quale nel novembre 1993 fu candidata alla carica di sindaco di Alessandria, vincendo quindi il ballottaggio contro il candidato del PDS Andrea Ferrari. Durante il suo primo mandato si trovò a dover gestire la situazione causata dall'alluvione del 1994 e la conseguente ricostruzione. 
Nel 1997 fu rieletta sindaco, a capo di una coalizione contenente Lega Nord, Lavoratori Padani e la lista civica Alessandria Libera, ottenendo al ballottaggio il 58,1% dei voti contro il 41,9% di Mario Ivaldi del centrosinistra; questa vittoria fu considerato un grande successo personale della Calvo in quanto al primo turno essa aveva ottenuto come candidato sindaco molti voti in più rispetto alle liste che la appoggiavano (il 37,5% contro il 28,5%). 
Nel 1999 fu espulsa dalla Lega Nord avendo preso le difese di Domenico Comino; successivamente aderì a Piemont, il movimento fondato dallo stesso Comino che si federò negli Autonomisti per l'Europa (ApE). Per la coalizione denominata Polo Federalista, formata dall'ApE e dai Verdi Verdi, la Calvo fu candidata alla presidenza della regione Piemonte nel 2000, ottenendo il 2,58% dei voti. 
Negli anni successivi si riavvicinò alla Lega, ottenendo un incarico da Roberto Castelli, ministro della giustizia nel secondo governo Berlusconi, e capeggiando una lista con il proprio nome in supporto a Oreste Rossi, candidato della Casa delle Libertà a sindaco di Alessandria nel 2002.

### Vita privata
È figlia unica di Giorgio Calvo, direttore di banca, e di Piera Gagliardi. La famiglia, originaria di Torino, si trasferisce poi in Alessandria dove il padre lavora. Frequenta il Liceo scientifico Galileo Galilei in Alessandria e successivamente si iscrive alla Facoltà di Giurisprudenza dell’Università degli Studi di Torino. Sposa il Marchese Luciano Buzzi Langhe da cui ha due figli: Davide, il primogenito, e Mario. Morì nel 2003 all'età di soli 53 anni all'ospedale di Pavia, dove si stava sottoponendo ad un ciclo di cure mediche per una grave malattia. 
Davide Buzzi Langhi, il maggiore dei suoi due figli ed esponente di Forza Italia, è stato vicesindaco della città dal 2017 al 2022, nella giunta guidata dal leghista Gianfranco Cuttica di Revigliasco, a sua volta già assessore della Calvo.

## Memoria

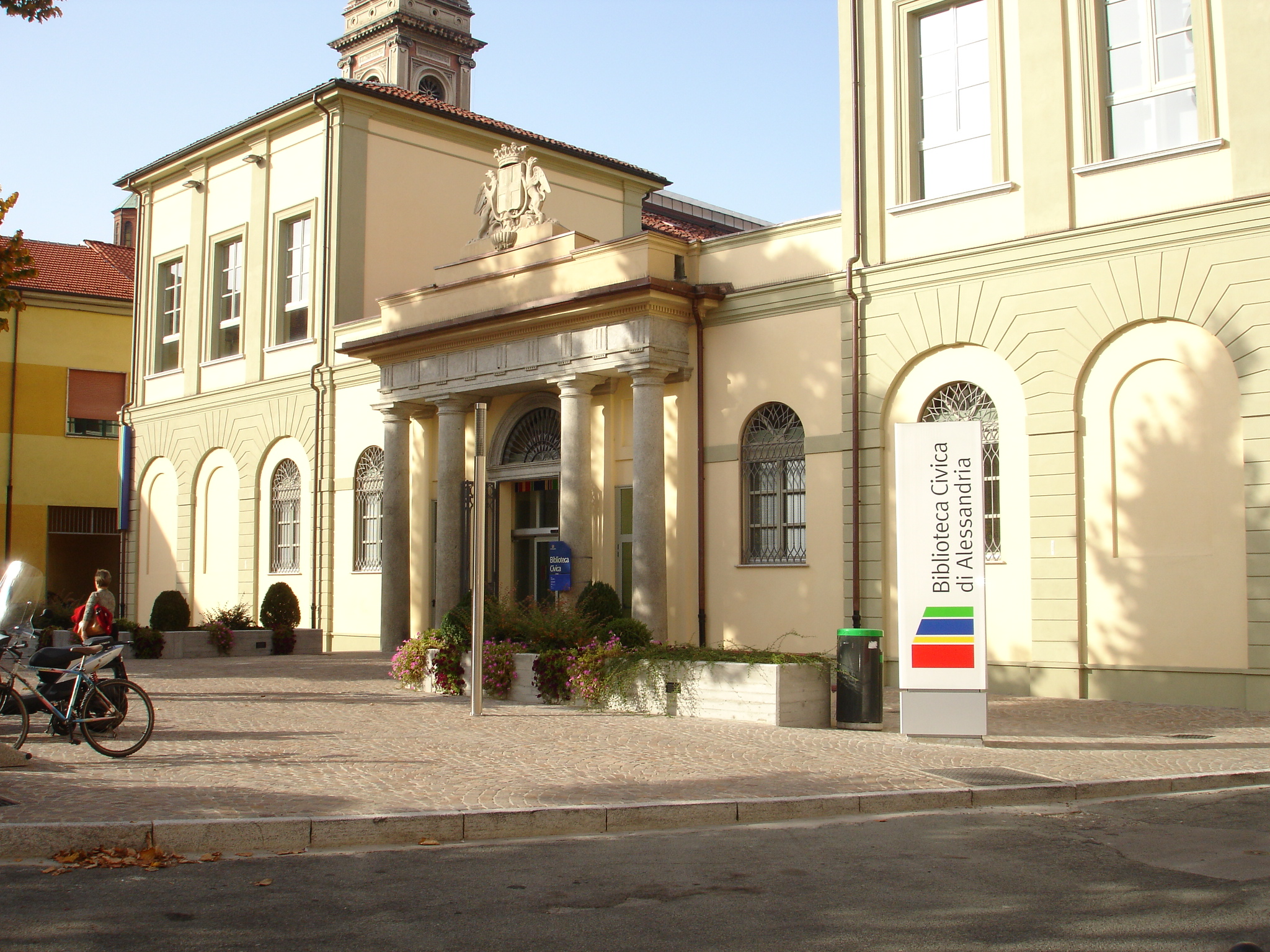
L'ingresso della Biblioteca Civica di Alessandria intitolata a Francesca Calvo

A Francesca Calvo è intitolata la biblioteca civica della Città di Alessandria.